# Hadrosauridae
Hadrosauridae é uma família de dinossauros ornitópodes da ordem Ornithischia. O grupo foi particularmente abundante no final do Cretáceo e desapareceu, com os restantes dinossauros, na extinção KT. Os hadrossaurídeos viveram na atual Europa, Ásia e América do Norte que correspondiam, no final do Mesozoico ao paleocontinente designado de Laurásia.
Os hadrossaurídeos eram dinossauros herbívoros de médio a grande porte. A parte frontal do seu crânio terminava numa forma achatada semelhante aos bicos dos patos atuais. A boca continha dentes incisivos e molares, especializados para a mastigação de ervas e folhas. Há evidências que indicam que estes dinossauros viviam em manadas e prestavam cuidados parentais às crias.
Algumas espécies, como por exemplo o Lambeossauro, tinham uma crista óssea no alto da cabeça. A função desta crista permanece ainda em debate, mas a hipótese mais provável sugere que fosse um órgão de ressonância que permitisse a comunicação entre animais da mesma espécie.
Os hadrossaurídeos evoluíram a partir de um antecessor comum aos iguanodontes.

## Alguns géneros
- Anatotitan
- Bactrosaurus
- Corythosaurus
- Edmontosaurus
- Hadrosaurus
- Hypacrosaurus
- Lambeosaurus
- Maiasaura
- Parasaurolophus
- Saurolophus
- Secernosaurus
- Shantungosaurus